# Поющая полёвка
Поющая полевка (Microtus miurus) — вид серых полёвок среднего размера. Обитает на северо-западе Северной Америки, включая Аляску и северо-запад Канады. 

## Описание
У поющих полёвок короткие уши, часто скрытые длинной шерстью, и короткий хвост. Мех мягкий и плотный, особенно зимой. Они различаются по цвету от бледно-желтовато-коричневого до бледно-серого с пятнами желтовато-коричневого цвета, идущими от нижней стороны ушей по бокам к крупу и желтовато-коричневым или охристым низом. Цвет шерсти слегка изменён черными остевыми волосами, но они настолько редки, что мало влияют на видимую окраску животного. Зимой мех становится более серого цвета. На лапах появляются острые узкие когти, которые в значительной степени скрыты мехом.. 
Взрослые поющие полевки имеют длину от 9 до 16 сантиметров, не считая короткого хвоста от 1,5 до 4 сантиметров. Они могут весить от 11 до 60 граммов, в зависимости от их возраста и того как давно они питались. Между двумя полами нет существенной разницы по размерам и окраске. У самцов поющих полёвок на боках видны видоизмененные сальные железы, которые используются для запаховой маркировки; эти железы также были отмечены у некоторых кормящих самок. Пенис относительно длинный и узкий. 
Поющих полёвок можно отличить от других соседствующих с ними видов полёвок по более короткому хвосту и окраске нижней части тела (у других местных полевок нижняя часть тела серая).

## Распространение и места обитания
Поющие полевки обитают на Аляске и северо-западе Канады. Они встречаются от западного побережья, через южную и северную часть Аляски, но не заходят на полуостров Аляску, в центральные регионы и на большую часть северного побережья. На востоке они доходят до гор Маккензи и встречаются по всей территории Юкон, за исключением северного побережья и в приграничных районов с соседними провинциями/
В настоящее время различают четыре подвида:
- Microtus miurus miurus  — полуостров Кенай
- Microtus miurus cantator — юго-восточная Аляска и южный Юкон
- Microtus miurus miuriei — юго-западная Аляска
- Microtus miurus oreas  — северная Аляска и Юкон

Поющие полевки водятся в тундре регионах севернее  зоны древесной растительности. Они избегают самых экстремальных условий в этих регионах, предпочитая открытые, хорошо дренированные склоны и каменистые равнины с обильным кустарником и осокой. Они питаются арктическими растениями, такими как люпины, гречишные, осоки, хвощи и ивы. Их основные хищники — это росомахи, песцы, горностаи, поморники, дневные пернатые хищники и совы

## Поведение
Поющие полевки —социальные зверьки, которые совместно используют норы семейными группами. Они активны в течение суток, без особого предпочтения дневному или ночному времени. Они прокладывают дорожки сквозь растительный покров и подстилку, соединяя места кормжки с входами в норы, хотя эти дорожки не столь чёткие, как у некоторых других видов полёвок. Иногда они кормятся в невысоких кустах.
Норы состоят из нескольких камер, многие из которых используются для хранения зимних запасов, соединенных очень узкими проходами. Эти проходы, обычно шириной около 2,5 сантиметра, что затрудняет передвижение по ним  любого животного крупнее полевки и, таким образом, помогают защититься от хищников, таких как ласки. Норы проходят горизонтально, на глубтне не более чем 20 сантиметров, и могут быть длиной до 1 метра от начала. 
В отличие от других полёвок, помимо хранения кормов, таких как корни и корневища, под землей, певчие полевки также часто ставят стожки травы на камнях для просушки. Часто эти «сеновалы» строятся на низко лежащих ветвях или на открытых корнях деревьев, чтобы они оставались сухими. Стога сена медленно просыхают, в них могут быть такие кормовые растения, как хвощи или люпин. Полёвки начинают строить сеновалы примерно в августе, и к зиме они могут достигать значительных размеров. Сообщалось, что иногда кучи достигают высоты до 50 сантиметров. Груды служат источником корма в течение зимы, хотя их могут похищать другие животные.
Этот вид получил своё и русское и английское названия из-за своего предупреждающего сигнала, пронзительной трельки, которую обычно полёвки издают у входа в норку при появлении потенциальной опасности.

### Размножение
Поющие полевки размножаются с мая по сентябрь, и каждая самка может родить до трёх помётов за сезон размножения. Беременность длится 21 день и обычно приводит к рождению восьми детенышей, хотя сообщается о помете от 6 до 14 детенышей. Поскольку, как и у других полевок, у каждой самки только восемь сосков, пометы из более чем восьми детенышей вряд ли полностью выживают.
При рождении детеныши весят 2 до 2.8 граммов и быстро растут в течение первых трех недель жизни. Самка прекращает молочное кормление примерно через четыре недели, и к этому времени мать часто готова родить новый выводок. Хотя самки обычно начинают размножаться только со второго года жизни, самцы способны к размножению уже через месяц после рождения.
В дикой природе многие певчие полевки не переживают даже первой зимы. Сообщается, что в неволе они живут до 112 недель, хотя средняя продолжительность жизни составляет всего 43 недели.

## Эволюция
Самые древние известные палеонтологические находки певчих полёвок датируются средним плейстоценом, около 300 000 лет назад, и были найдены недалеко от Фэрбенкса. Во время последнего оледенения в позднем плейстоцене певчие полевки, возможно, были гораздо шире распространены, чем сегодня, их палеонтологические останки были обнаружены много южнее современного ареала, вплоть до Айовы, которая тогда, вероятно, была похожа по климату на современную Аляску. Ближайший из ныне живущих родственников поющей полёвки — это берингийская полёвка, которая встречается только на двух небольших островах у западного побережья Аляски и, вероятно, отделилась от общего предка с поющей полёвкой, поле того как эти острова оказались отрезаны от материка из-за повышения уровня океана в связи таянием ледников.